# غار گواتامک
غار گواتامک یکی از غارهای بزرگ و ناشناخته در ارتفاعات کوه بیرک بخش ایرندگان شهرستان خاش در استان سیستان و بلوچستان ایران است و در جنوب شهرستان خاش قرار دارد.

## مشخصات
از نظر مختصات جغرافیایی در «۲۷° ۳۱ ۵۸٫۴» شمالی و «۶۱° ۲۰ ۳٫۳» شرقی در ارتفاع ۱۷۱۲ متری واقع شده‌است.
دهانه ورودی این غار به قطر حدود یک متر است. پس از ورود به داخل غار، وارد دالانی به عرض ۵/۱ و ارتفاع ۳ متر می‌شویم که هر چه جلوتر برویم عرض و ارتفاع بیشتر می‌شود تا جایی که در اواسط مسیر ارتفاع به حدود ۱۰ تا ۱۲ متر و عرض ۳۰ تا ۳۵ متر می‌رسد. انتهای این غار حدود ۱۰۰ متری به غاری کم عرض ولی طولانی در دل کوهستان ختم می‌شود اما از انتهای غار کسی خبر ندارد. جدا از رودخانه زیبای ایرندگان و کوهستان باشکوه بیرک غار بسیار جالبی است که ارزش دیدن را دارد.